# Boolaroo
Boolaroo är en del av en befolkad plats i Australien. Den ligger i kommunen Lake Macquarie Shire och delstaten New South Wales, i den sydöstra delen av landet, omkring 110 kilometer norr om delstatshuvudstaden Sydney. Antalet invånare är 953.
Trakten är tätbefolkad. Närmaste större samhälle är Newcastle, omkring 14 kilometer öster om Boolaroo. Genomsnittlig årsnederbörd är 1 393 millimeter. Den regnigaste månaden är februari, med i genomsnitt 222 mm nederbörd, och den torraste är juli, med 42 mm nederbörd.